# 基隆市輔大聖心高級中學附設國民小學
輔大聖心高級中學附設國民小學，全名輔仁大學學校財團法人基隆市輔大聖心高級中學附設國民小學，簡稱聖心小學、輔大聖心小學、輔大聖心高中附設國小、輔大聖心高中附設小學部。是台灣基隆市一所由天主教會創辦的小學，亦是基隆市第一所私立小學，現由輔仁大學學校財團法人經營。
該校與輔大聖心高級中學共享同一校園，並毗鄰基隆耶穌聖心堂，構成了幼稚園至高中階段的一貫教育體系，世稱「堂校合一」、「四代同堂」。

## 簡史
- 1962年，姚宗鑑蒙席在安樂區雲源巷天主堂創辦聖心幼稚園。
- 1963年，聖心幼稚園隨同天主堂遷至西定路166號，即今之耶穌聖心堂。
- 1965年，姚宗鑑蒙席申請成立聖心小學，並經基隆市政府教育局核准立案，同年開始招生。聖心幼稚園之後改制為聖心小學之附屬學校。
- 1991年，聖心幼稚園從天主堂後棟建築遷移至新落成之聖心樓1—3樓。
- 2009年，輔仁大學董事會同意將聖心小學併入輔大[1]。
- 2012年8月1日，聖心小學正式更名為輔大聖心國民小學，聖心幼兒園（原聖心幼稚園）則從聖心小學分離為獨立學校法人[2]。
- 2019年2月1日，輔大聖心小學、幼兒園併入輔大聖心高級中學，成為輔大聖心高級中學的附屬學校。

## 教學單位
每年級設置4個班級，4班皆為雙語班。全校目前共26班。

## 學校象徵

### 校訓
敬天、愛國、孝親、愛人

## 歷任校長
基隆市輔大聖心國民小學
- 第一任：朱翰元先生（1965年8月1日－1966年7月31日）
- 第二任：姚宗鑑蒙席（1966年8月1日－1979年7月31日）
- 第三任：張淑賢修女（1979年8月1日－1996年7月31日）
- 第四任：許秀悅女士（1996年8月1日－2000年7月31日）
- 第五任：麥宏源先生（2000年8月1日－2004年7月31日）
- 第六任：李慧純女士（2004年8月1日－2008年7月31日）
- 第七任：邱月香女士（2008年8月1日－2009年7月31日）
- 第八任：池易釧先生（2009年8月1日－2013年7月31日）
- 第九任：藍美玉女士（2013年8月1日－2016年7月31日）
- 第十任：(代理校長)楊如晶女士（2016年8月1日－2019年2月1日）

基隆市輔大聖心高級中學附設國民小學
- 第五任：楊如晶女士（2019年2月1日－2019年7月31日)
- 第六任：葉舜益先生（2019年8月1日－2021年7月31日)
- 第七任：孔令堅先生（2021年8月1日－迄今)

## 與輔仁大學合併案
2008年起，聖心中小學傳出將歸併於天主教輔仁大學的傳言。2008年6月20日，校長池易釧發表《給聖心中學家長的一封信》公開信，證實聖心中小學正與輔大討論合併事宜。
經過近兩年的協商與準備後，輔仁大學董事長劉振忠總主教與聖心中學暨小學董事長姚宗鑑蒙席在2010年8月11日正式簽約，確定將進行輔仁大學、聖心中學、聖心小學三方之財團法人合併。三校原有之董事會將解散，籌組「輔仁聖心董事會」，原有教職員工將全部結算年資重新聘用。至2011年8月1日、也就是民國101學年度開始後，聖心中學與聖心小學正式成為輔仁大學的附屬學校，其校名之前也同步加上「輔大」兩字，後於2019年2月1日完成中學、小學、幼兒園合併案。

## 註腳
1. ↑  http://www.trust.fju.edu.tw/minutes_PDF_files/17-05minutes.pdf%5B%5D
2. ↑  與輔大合併定案 基隆聖心將更名 - 《聯合報》2013-03-01 的存檔，存档日期2013-03-09.
3. ↑  輔大與基隆聖心高中暨國民小學三方財團法人合併簽約 共創新未來 - 輔大新聞稿 2010/8/11[]
4. ↑  聖心、輔大董事會 簽約合併 - 自由時報 2010/8/17 的存檔，存档日期2011-01-11.

## 外部連結
- 輔大聖心高級中學附設國小部 （页面存档备份，存于）
- 輔大聖心高級中學附設幼兒園 （页面存档备份，存于）
- 輔仁大學學校財團法人 （页面存档备份，存于）